# Zoran Živković (Handballspieler)
Zoran „Tuta“ Živković, serbisch-kyrillisch Зоран "Тута" Живковић, (* 5. April 1945 in Niš) ist ein aus Jugoslawien stammender Handballtrainer und ehemaliger Handballtorwart.
Er war Torwart bei FAP Priboj na Limu. Živković stand 82-mal im Aufgebot der jugoslawischen Männer-Handballnationalmannschaft. Er war Torwart der Mannschaft, die bei den Olympischen Spielen 1972 die Goldmedaille gewann. Zu seinen Erfolgen als Trainer zählen die Goldmedaille bei den Olympischen Spielen 1984 sowie der Handball-Weltmeisterschaft der Männer 1986, jeweils mit dem Team der SFR Jugoslawien und die Bronzemedaille bei der Handball-Europameisterschaft der Männer 1996 mit dem Team der BR Jugoslawien. Mit der ägyptischen Männer-Handballnationalmannschaft gelang ihm 2001 der Einzug in das Halbfinale der Handball-WM 2001.